# Nikolaj Sedorjak
Nikolaj Sedorjak, též Nykolaj Sedorjak (2. nebo 3. října 1891 Velykyj Byčkiv – 18. září 1934 Moskva), byl československý politik a meziválečný poslanec Národního shromáždění za Komunistickou stranu Československa na Podkarpatské Rusi.

## Biografie
Od mládí pracoval v chemické továrně. Podle údajů k roku 1929 byl profesí zemědělcem ve Velkém Bočkově.
Po doplňovacích parlamentních volbách na Podkarpatské Rusi v roce 1924 se stal poslancem Národního shromáždění. Mandát obhájil v parlamentních volbách v roce 1925 i parlamentních volbách v roce 1929.
Na mandát rezignoval roku 1931. V poslaneckém křesle ho vystřídal Pál Török.
Účastnil se roku 1918 vzpoury v boce Kotorské. Roku 1919 se podílel na Maďarské republice rad. Po rezignaci na poslanecký mandát odcestoval do Sovětského svazu, kde zemřel.